# Erwin König
Erwin König byl podle sovětských válečných zdrojů nejlepším německým odstřelovačem. Podle poválečných průzkumů je ale jeho existence pochybná a patrně se jedná o produkt sovětské propagandy. Britský autor Frank Ellis v díle The Stalingrad Cauldron: Inside the Encirclement and Destruction of the 6th Army uvádí řadu argumentů, které existenci Erwina Königa zpochybňují. Za nejlepšího „skutečného“ německého odstřelovače je považován Matthäus Hetzenauer.
Ve filmu Nepřítel před branami vystupuje König jako jedna z hlavních postav, ztvárnil jej Ed Harris. 